# Campionato del mondo di hockey su slittino - Gruppo B 2008
Il campionato del mondo di hockey su slittino - Gruppo B 2008 è stata la prima edizione del torneo di secondo livello. Il torneo si è svolto nella stessa sede del Gruppo A: si è infatti disputato ad Marlborough, Stati Uniti d'America.

## Partecipanti
Per la prima volta le squadre partecipanti al mondiale sono state divise in due gruppi di merito. Al primo gruppo hanno partecipato le squadre che hanno preso parte al torneo paralimpico di Torino 2006 (ad eccezione di Svezia e Gran Bretagna, non iscritte ai mondiali). Le altre squadre sono state invece inserite nel neonato gruppo B.
- Gruppo B:  Rep. Ceca,  Corea del Sud,  Estonia e  Polonia

## Formula
Le quattro squadre si sono incontrate in un torneo all'italiana di sola andata, con 3 punti per la vittoria nei tempi regolamentari, 2 per la vittoria nei supplementari o ai rigori e 0 per la sconfitta sia nei tempi regolamentari che nei supplementari o ai rigori.
Al termine del girone si è tenuta la seconda fase: le prime due squadre in classifica si sono scontrate nella gara per la medaglia d'oro; le squadre classificate al 3º e 4º posto si sono sfidate nella gara per il bronzo.
Visto l'allargamento ad otto squadre del mondiale di gruppo A dalla stagione 2009, sono state promosse due squadre.

## Classifica prima fase
| Pos. | Nazione       | Pt. |
| ---- | ------------- | --- |
| 1.   | Corea del Sud | 9   |
| 2.   | Rep. Ceca     | 6   |
| 3.   | Estonia       | 3   |
| 4.   | Polonia       | 0   |

## Seconda fase

### Gara per il 3º posto
Estonia -  Polonia 8-2

### Gara per il 1º posto
Corea del Sud -  Rep. Ceca 2-0

## Classifica finale e roster
| Oro: | Argento: | Bronzo: | 4°: |
| Corea del Sud Byeongseok Cho Youngjae Cho Hyukjun Choi Minsu Han Jaewa Hong Jongho Jang Heechul Jung Seunghwan Jung Younghoon Jung Haeman Lee Jongkyung Lee Yongmin Lee Sanghyun Park Woochui Park Seongkeun Sa | Rep. Ceca Jiří Berger C Erik Fojtík A Michal Geier Zdeněk Hábl Miroslav Hrbek Daniel Kalina Zdeněk Klíma Martin Kovář Zdeněk Krupička Pavel Kubeš Tomáš Kvoch Jan Matoušek Michal Vápenka | Estonia Aare Aasamets Tarmo Eerma Valeri Falkenberg Aleksander Jarlõkov Kaido Kalm C Tarmo Kolk Ivar Liiv Arvi Piirioja Andrei Sokolov Imre Tiitsu Alar Õige | Polonia Łukasz Ciuła Sylwester Czyż Jarosław Czyżewski Sylwester Flis Rafał Fusiek Marcin Hebda Zbigniew Kempiński Jacek Kozłowski Jan Maliszak Andrzej Młynarczyk Jacek Sapela Jan Skapowicz Michał Suliga Arkadiusz Zoga Piotr Truszkowski Krzysztof Wojtaszek Tomasz Woźny |